# جامعة هاواي في مانوا
جامعة هاواي في مانوا هو الجمهور والجامعة مختلطة والحرم الجامعي الرئيسي في أكبر جامعة هاواي النظام. وتقع المدرسة في مانوا، والمجتمع الحي في المناطق الحضرية من لجنة التخطيط الانمائى هونولولو، [1]) مدينة ومقاطعة هونولولو، هاواي، ما يقرب من ثلاثة اميال شرق والداخلية من هونولولو في وسط المدينة وميل واحد (1.6 كلم) من موانا علاء ويكيكي. حرم تحتل النصف الشرقي من مصب وادي مانوا أكبر. وهي معتمدة من قبل الرابطة الغربية للمدارس والكليات وتحكمها المجلس التشريعي للولاية هاواي والمجلس تتمتع بشبه حكم ذاتي من الحكام، وهذا بدوره إلى التعاقد مع رئيس الجمهورية ليكون المسؤول.

## تاريخ الجامعة
تأسست جامعة هاواي في مانوا في عام 1907 وكأنها أرض كلية الزراعة والفنون الميكانيكية. في عام 1912أعيدت تسميتها لتصبح كلية هاواي وانتقلت إلى موقعها الحالي. التمس وليام كواي فونغ ياب الهيئة التشريعية في الإقليم بعد ست سنوات للحصول على مركز الجامعة والتي أدت إلى تسمية أخرى إلى جامعة هاواي في عام 1920. وهذا هو أيضا العام المؤسس لكلية الآداب والعلوم.
في عام 1931استوعبت عادي الإقليمي ومدرسة التدريب في الجامعة.

## الكلية
اليوم الأقسام الرئيسية للجامعة تتكون من أربع كليات للآداب والعلوم : الآداب والعلوم الإنسانية، لغات الآداب واللغويات، والعلوم الطبيعية، والعلوم الاجتماعية. كلية الزراعة والفنون الميكانيكية الآن في كلية الزراعة الاستوائية والموارد البشرية (CTAHR)، واحدة من الكليات الزراعية القليلة في الولايات المتحدة التي تركز على البحوث الاستوائية. جامعة هاواي في مانوا هي أيضا موطن لاثنتين من المدارس المهنية البارزة في الدولة. وليام س. ريتشاردسون كلية الحقوق وألف جون بيرنز كلية الطبالقانون فقط، وكليات الطب في هاواي، على التوالي.

## الأبحاث
مع المنح خارج المدرسة والعقود التي تتجاوز 300 مليون دولار في 2002-03، انفجرت يو مانوا من حيث البحوث المتعلقة هاواي المناظر الطبيعية المادية، وشعبها، وتراثها. المشهد يسهل التقدم في علم الأحياء البحرية، وعلم المحيطات، والتكنولوجيا الروبوتية تحت الماء، وعلم الفلك والجيولوجيا والجيوفيزياء والزراعة وتربية الأحياء المائية والطب الاستوائي. تراثها والشعب وعلاقاته الوثيقة مع منطقة آسيا والمحيط الهادئ خلق بيئة ملائمة للدراسة والبحث في مجال الفنون، علم الوراثة، والعلاقات بين الثقافات، واللسانيات والدين والفلسفة.

خارج حدود التنظيم زيادة التمويل من 211 مليون دولار في العام المالي 2002 إلى ما يقرب من 255 مليون دولار في العام المالي 2003. زيادة المنح البحثية من 125 مليون دولار في السنة المالية 2002 إلى 165 مليون دولار في السنة المالية 2003. وبلغ مجموع الجوائز Nonresearch 90 مليون دولار في السنة المالية 2003. وعموما، زاد التمويل الخارجي بنسبة 50 ٪ خلال السنوات العشر الماضية. برنستون الاستعراض ومؤسسة العلوم الوطنية صفوف اتش مانوا في الجامعات أفضل 30 لتمويل البحوث العامة الاتحادية في مجال الهندسة والعلوم

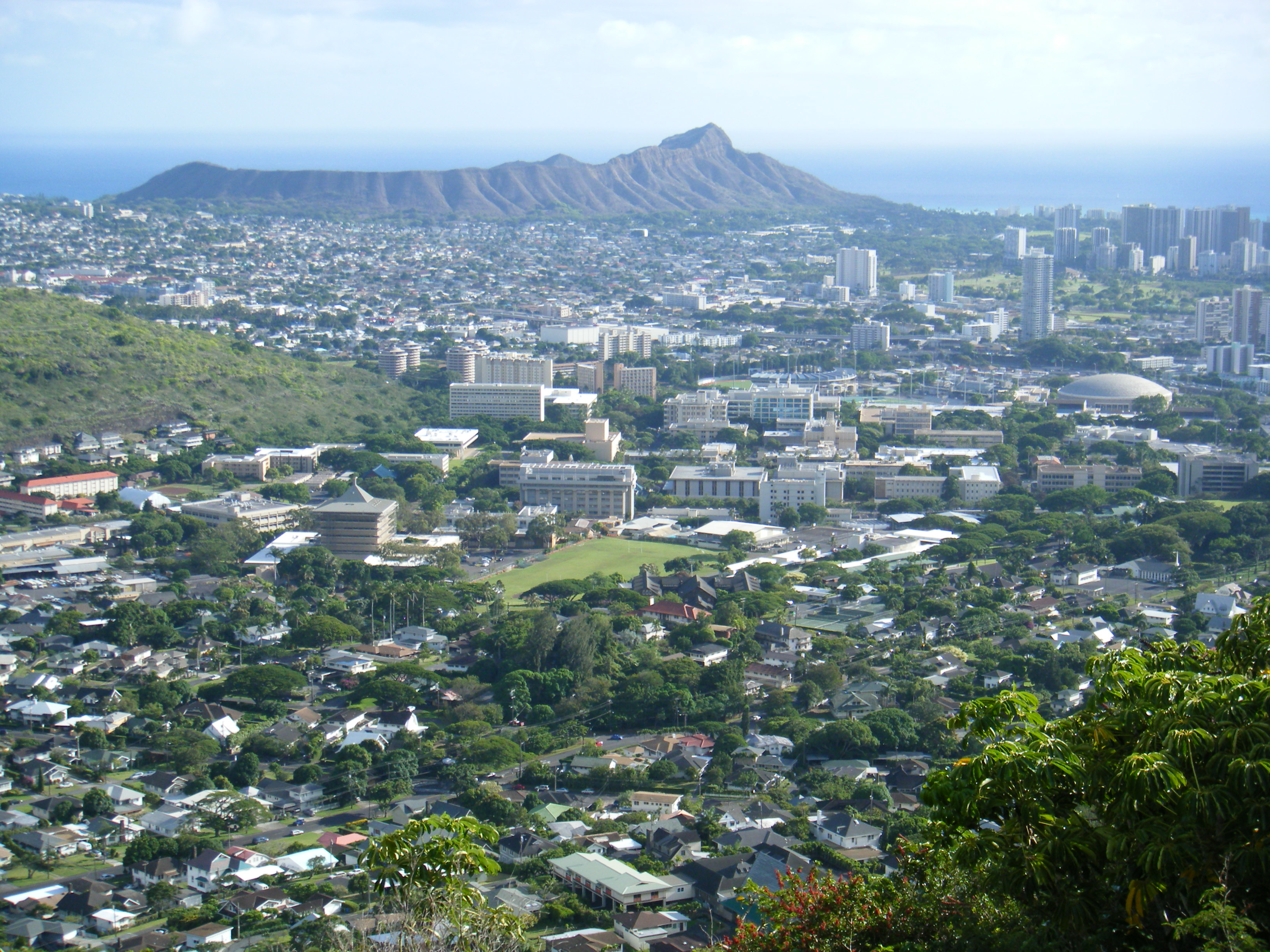
صورة لجامعة مانو من الجو

## خارج الحرم الجامعي
مركز نيومان / الكاثوليكية الحرم الجامعي وزارة تخدم المجتمع في الجامعة والمنطقة المحيطة بها.

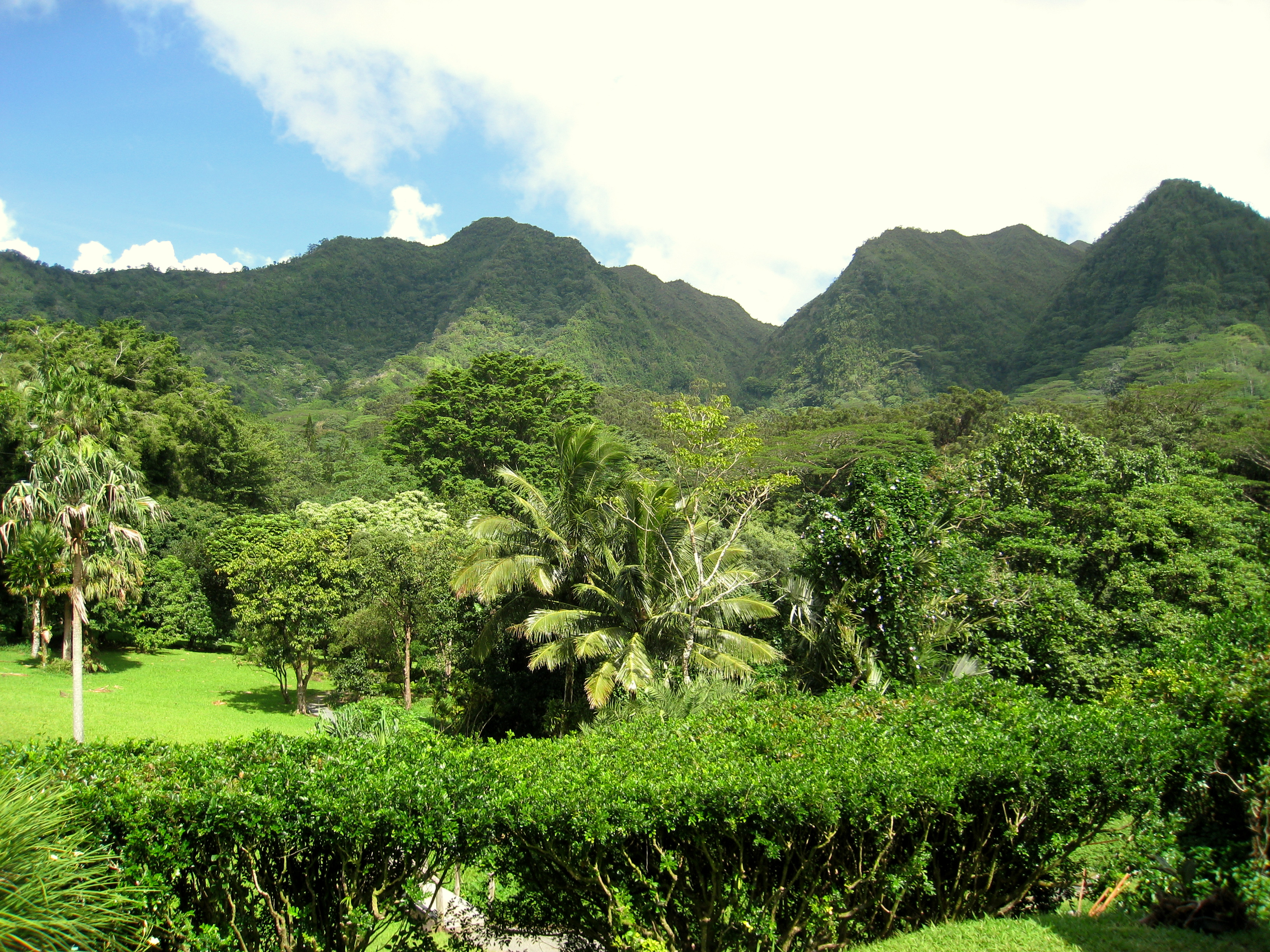
مشتل ليون

في المشتل ليون بمثابة المشتل الوحيد الاستوائي المنتمي إلى أي جامعة في الولايات المتحدة.
تأسس المشتل، في وادي مانوا، في عام 1918 من قبل رابطة السكر هاواي الغراسون 'لإثبات استعادة مستجمعات المياه، واختبار مختلف أنواع الأشجار لإعادة التحريج، وكذلك جمع النباتات الحية ذات القيمة الاقتصادية.
في عام 1953، أصبحت جزءا من جامعة هاواي في مانوا. على مدى 15,000 الانضمام تركز في المقام الأول على الأسر monocot من النخيل، والزنجبيل، heliconias، bromeliads، وaroids.